# Голтон, Лия
Ли́я Го́лтон (англ. Leah Galton; родилась 24 мая 1994, Харрогит) — английская футболистка, нападающая женской команды «Манчестер Юнайтед».

## Клубная карьера
Лия родилась в Харрогите и играла за местные молодёжные йоркширские клубы, включая «Нерзборо Селтик», «Харрогит Рейлуэй» и «Лидс Юнайтед Лейдис». Играла за «Лидс Юнайтед» до 2012 года, после чего перебралась в США, где играла за женскую футбольную команду Университета Хофстра. За четыре года, проведённые в команде во время обучения в университете, Голтон стала лучшим бомбардиром команды за всю её историю.
В 2016 году перешла в команду Национальной женской футбольной лиги «Скай Блу». В 2016 году провела за команду 14 и забила 3 мяча, в следующем году сыграла 16 матчей и забила 2 мяча.
22 декабря 2017 года перешла в «Баварию», выступавшую в Женской бундеслиге. Однако уже в марте 2018 года футболистка объявила, что собирается «взять перерыв» от профессионального футбола.
13 июля 2018 года стало известно, что Лия Голтон станет игроком только что образованной команды Чемпионшипа «Манчестер Юнайтед» в её первом сезоне. Свой первый гол в составе «Юнайтед» забила 13 декабря 2018 года в матче Кубка Женской суперлиги против «Эвертона».

## Карьера в сборной
Лия Голтон выступала за сборные Англии до 17 и до 23 лет.
В августе 2016 года получила вызов в первую женскую сборную Англии, но впоследствии покинула расположение команды из-за травмы бедра.